# 205 japonských mučedníků

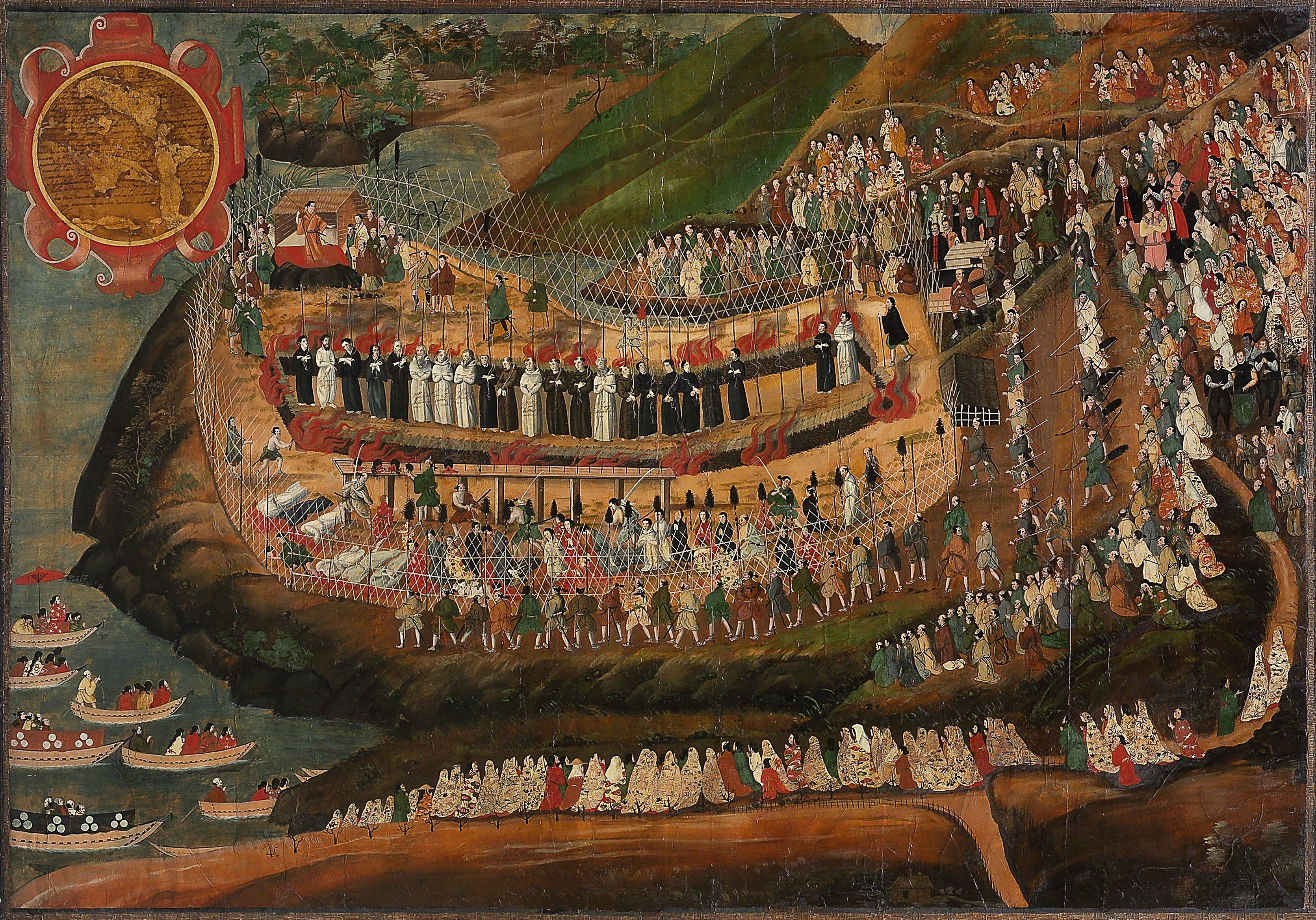
Japonská malba mučedníků z Nagasaki

Alfonso Navarrette Benito, Perdo z Ávily, Karel Spinola, Ioachim Díaz Hirayama, Lucia de Freitas a 200 společníků, nebo zkráceně 205 japonských mučedníků jsou skupinou japonských katolických věřících, popravených mezi lety 1617–1632 během pronásledování křesťanů ze strany šógunů z rodu Tokugawa. Katolická církev je uctívá jako blahoslavené mučedníky.

## Kontext
Křesťanští misionáři přišli do Japonska ve 40. letech 16. století. Slavili úspěch, kdy počet japonských konvertitů ke katolické víře dosáhl 100 000, včetně mnoha Daimjú na ostrově Kjúšú. Vrchnost nejprve podporovala katolickou misii v domnění, že sníží moc buddhistických mnichů a pomohou obchodu se Španělskem a Portugalskem. Postupně se však kvůli vzrůstajícímu vlivu křesťanů a z obavy z koloniální politiky Španělska, odkud někteří misionáři pocházeli a představitelé Japonska se začali ke křesťanům stavět negativně. Císař Ogimachi vydal v letech 1565 a 1568 edikty zakazující katolicismus, ale s malým účinkem. Počínaje rokem 1587, kdy císařský regent Hidejoši Tojotomi zakázal jezuitským misionářům jejich působení bylo křesťanství potlačováno násilím. Mnoho křesťanů bylo popraveno upálením na hranici v Nagasaki. Během období Edo došlo k ještě většímu pronásledování ze strany šógunů z rodu Tokugawa. Mnoho katolíků odešlo do ilegality a stali se kakure kirishitan (tajnými křesťany), zatímco jiní přišli o život. Teprve na začátku období Meidži bylo v Japonsku znovu křesťanství obnoveno.
První skupina mučedníků, známá jako 26 japonských mučedníků, popravených roku 1597 byla svatořečena roku 1862 papežem bl. Piem IX. Skupina 205 mučedníků zahrnuje jak japonské křesťany, tak i zahraniční misionáře, kteří přišli o život v letech 1617–1632.

## Seznam mučedníků
Zde je uveden seznam mučedníků, kteří byli roku 1867 blahořečeni:

### Augustiniáni a augustiniáni rekolektové

#### Zahraniční misionáři
- Blahoslavený Ferdinand Ayala od svatého Josefa († 1. června 1617)
- Blahoslavený Peter de Zúñiga († 19. srpna 1622)
- Blahoslavený Bartolomé Gutiérrez Rodríguez († 3. září 1632)
- Blahoslavený Francisco od Ježíše († 3. září 1632)
- Blahoslavený Vincente od svatého Antonína († 3. září 1632)
- Blahoslavený Martin od svatého Mikuláše Lumbreras († 3. září 1632)
- Blahoslavený Melchior od svatého Augustina Sáncheze († 3. září 1632)

Japonští kněží
- Blahoslavený Tomáš od svatého Augustina Jihyoe aka "Kintsuba" († 6. listopadu 1637)

#### Japonští laičtí bratři
- Blahoslavený Jan Shozaburo († 28. října 1630)
- Blahoslavený Michael Kiuchi Tayemon († 28. října 1630)
- Blahoslavený Petr Kuhieye († 28. října 1630)
- Blahoslavený Tomáš Terai Kahioye († 28. října 1630)

#### Japonští terciáři
- Blahoslavený Lorenc Hachizo († 28. října 1630)
- Blahoslavený Mancio Seisayemon († 28. října 1630)
- Svatá Magdalena z Nagasaki († 15. října 1634)

### Dominikáni

#### Zahraniční misionáři
- Blahoslavený Alonso de Mena Navarette († 10. září 1622)
- Blahoslavený Alfonso Navarrete-Benito († 1. června 1617)
- Blahoslavený Angelo od svatého Vincence Ferrer Orsucci († 10. září 1622)
- Blahoslavený Domingo Castellet Vinale († 8. září 1628)
- Blahoslavený Francisco Morales Sedeño († 10. září 1622)
- Blahoslavený Jacinto Orfanell-Prades († 10. září 1622)
- Blahoslavený José od svatého Hyacinta Maroto († 10. září 1622)
- Blahoslavený Juan Martínez Cid († 19. března 1619)
- Blahoslavený Luis Bertrán Exarch († 29. července 1627)
- Blahoslavený Luis Flores († 19. srpna 1622)
- Blahoslavený Pedro od svaté Kateřiny Vásquez († 25. srpna 1624)
- Blahoslavený Tomáš od Ducha svatého († 12. září 1622)

#### Japonci
- Blahoslavený Antonio od svatého Dominika († 8. září 1628)
- Blahoslavený Dominicus Magoshichirō († 10. září 1622)
- Blahoslavený Mancius od Kříže († 29. července 1627)
- Blahoslavený Mancius od svatého Tomáše Shibata († 12. září 1622)
- Blahoslavený Petrus od svaté Marie († 29. července 1627)
- Blahoslavený Tomáš od Růžence († 10. září 1622))
- Blahoslavený Tomáš od svatého Hyacinta († 8. září 1628)

#### Japonští terciáři
- Blahoslavený Alexius Sanbashi Saburō (†10. září 1622)
- Blahoslavený Caius Akashi Jiemon, původem Korejec († 16. srpna 1627)
- Blahoslavený Dominicus Shobyōye († 16. září 1628)
- Blahoslavená Francisca Pinzokere († 16. srpna 1627)
- Blahoslavený Gaspar Koteda († 11. září 1622)
- Blahoslavený Iacobus Hayashida († 10. září 1628)
- Blahoslavený Ioannes Imamura († 8. září 1628)
- Blahoslavený Joannes Tomachi († 8. září 1628)
- Blahoslavený Leo Aibara († 8. září 1628)
- Blahoslavený Leo Kurōbyōe Nakamura († 16. srpna 1627)
- Blahoslavená Lucie Ludovica († 8. září 1628)
- Blahoslavený Ludovicus Nihachi († 8. září 1628)
- Blahoslavená Magdalena Kiyota († 16. srpna 1627)
- Blahoslavená Maria Tanaka († 10. září 1622)
- Blahoslavený Matthaeus Alvarez Anjin († 8. září 1628)
- Blahoslavený Michaël Himonoya († 16. září 1628)
- Blahoslavený Michaël Yamada Kasahashi († 8. září 1628)
- Blahoslavený Paulus Aibara Sandayū († 8. září 1628)
- Blahoslavený Paulus Himonoya († 16. září 1628))
- Blahoslavený Paulus Nagaishi († 10. září 1622)
- Blahoslavený Paulus Tanaka († 10. září 1622)
- Blahoslavený Romanus Aibara († 8. září 1628)

### Františkáni–alcantaristé

#### Zahraniční misionáři
- Blahoslavený Antonio od svatého Františka († 16. srpna 1627)
- Blahoslavený Francisco de Gálve Iranzo († 4. prosince 1623)
- Blahoslavený Francisco od svaté Marie († 16. srpna 1627)
- Blahoslavený Gabriel Tarazona Rodríguez († 3. září 1632)
- Blahoslavený Pedro od Nanebevzetí († 22. května 1617)
- Blahoslavený Pedro z Ávily († 10. září 1622)
- Blahoslavený Vincenc od svatého Josefa Ramírez († 10. září 1622)

#### Japonci
- Blahoslavený Antonio od svatého Dominika († 8. září 1628)
- Blahoslavený Dominik od svatého Františka († 8. září 1628)
- Blahoslavený František od svaté Bonaventury († 12. září 1622)
- Blahoslavený Paulus od svaté Kláry († 12. září 1622)

### Františkáni–observanté

#### Zahraniční misionáři
- Blahoslavený Apolinar Franco Garcia († 12. září 1622)
- Blahoslavený Bartolomé Días Laurel († 16. srpna 1627)
- Blahoslavený Juan Santamarta († 16. srpna 1618)
- Blahoslavený Luis Cabrera Sotelo († 25. srpna 1624)
- Blahoslavený Richard od svaté Anny († 10. září 1622)

#### Japonci
- Blahoslavený Louis Sasada († 25. srpna 1624)

#### Japonští terciáři
- Blahoslavený Franciscus Kuhyōe († 16. srpna 1627)
- Blahoslavený Gaspar Vaz, původem Korejec († 16. srpna 1627)
- Blahoslavený Hieronymus od Kříže († 3. září 1632)
- Blahoslavený Leo Satsuma († 10. září 1622)
- Blahoslavený Louis Baba († 25. srpna 1624)
- Blahoslavený Ludovicus Maki Soetsu († 7. září 1627)
- Blahoslavený Ludovicus Matsuo Soyemon († 16. srpna 1627)
- Blahoslavená Lucia de Freitas († 10. září 1622)
- Blahoslavený Lucas Tsuji Kyūemon († 16. srpna 1627)
- Blahoslavený Martinus Gómez Tōzaemon († 1. srpna 1627)
- Blahoslavená Maria Vaz, původem Korejec († 16. srpna 1627)
- Blahoslavený Michaël Koga Kizayemon († 16. srpna 1627)
- Blahoslavený Tomáš Satō Shin'emon, původem Korejec (†16. srpna 1627)

### Jezuité

#### Zahraniční misionáři
- Blahoslavený Ambrosio Fernandes († 7. ledna 1620)
- Blahoslavený Baltasar de Torres Arias († 20. června 1626)
- Blahoslavený Camillo Battista Constanzo († 15. září 1622)
- Blahoslavený Karel Spinola († 10. září 1622)
- Blahoslavený Diogo Carvalho († 22. února 1624)
- Blahoslavený Francisco Pacheco († 20. června 1626)
- Blahoslavený Jan Baptist Zola († 20. června 1626)
- Blahoslavený Girolamo de Angelis († 4. prosince 1623)
- Blahoslavený João Baptista Machado de Távora († 22. května 1617)
- Blahoslavený Miguel de Carvalho († 25. srpna 1624)
- Blahoslavený Pietro Paolo Navarra († 1. listopadu 1622)

#### Japonci
- Blahoslavený Antonius Ishida Kyūtaku († 3. září 1632)
- Blahoslavený Antonius Kyūni († 10. září 1622)
- Blahoslavený Augustinus Óta († 10. srpna 1622)
- Blahoslavený Dionisius Fujishima Jubyōe († 1. listopadu 1622)
- Blahoslavený Gaspar Sadamatsu († 20. června 1626)
- Blahoslavený Gundisalvus Fusai Chōzō († 10. září 1622)
- Blahoslavený Ioannes Chūgoku († 10. září 1622)
- Blahoslavený Joannes Kisaku († 20. června 1626)
- Blahoslavený Leonardus Kimura († 18. listopadu 1619)
- Blahoslavený Ludovicus Kawara Rokuemon († 10. září 1622)
- Blahoslavený Michaël Nakashima Saburōemon († 25. prosince 1628)
- Blahoslavený Michaël Satō Shunpō († 10. září 1622)
- Blahoslavený Michaël Tōzō († 20. června 1626)
- Blahoslavený Paulus Shinsuke († 20. června 1626)
- Blahoslavený Petrus Onizuka Sadayū – 1. listopadu 1622)
- Blahoslavený Petrus Rinsei († 20. června 1626)
- Blahoslavený Petrus Sanpō († 10. září 1622)
- Blahoslavený Sebastianus Kimura († 10. září 1622)
- Blahoslavený Simon Enpō († 4. prosince 1623)
- Blahoslavený Tomáš Akahoshi († 10. září 1622)
- Blahoslavený Tomáš Tsūji († 7. září 1627)
- Blahoslavený Vincentius Kaǔn, původem Korejec († 20. června 1626)

### Bratrstvo svatého růžence

#### Zahraniční misionáři
- Blahoslavený Domingos Jorge († 18. listopadu 1619)

#### Japonští laičtí bratři a sestry
- Blahoslavená Agnes Takeya, původem Korejec († 10. září 1622)
- Blahoslavený Alexius Nakamura († 27. listopadu 1619)
- Blahoslavený Andreas Murayama Tokuan († 18. listopadu 1619)
- Blahoslavený Andreas Yoshida († 1. října 1617)
- Blahoslavený Antonius Hamanomachi, původem Korejec († 10. září 1622)
- Blahoslavený Antonius Kimura († 27. listopadu 1619)
- Blahoslavený Antonius Sanga († 10. září 1622)
- Blahoslavený Antonius Yamada († 19. srpna 1622)
- Blahoslavená Apollonia z Nagasaki († 10. září 1622)
- Blahoslavený Bartholomaeus Kawano Shichiemon († 10. září 1622)
- Blahoslavený Bartholomaeus Mohyōe († 19. srpna 1622)
- Blahoslavený Bartholomaeus Seki († 27. listopadu 1619)
- Blahoslavená Kateřina z Nagasaki, původem Korejec († 10. září 1622)
- Blahoslavená Clara Yamada – (†10. září 1622)
- Blahoslavený Clemens Ono – (†10. září 1622)
- Blahoslavený Kosmas Takeya Sozaburō, původem Korejec († 18. listopadu 1619)
- Blahoslavený Damian Tanda Yaichi († 10. září 1622)
- Blahoslavený Damian Nakano († 10. září 1622)
- Blahoslavený Damian Yamada († 10. září 1622)
- Blahoslavená Dominika Ogata († 10. září 1622)
- Blahoslavený Gaspar Ueda Hikojirō († 1. října 1617)
- Blahoslavený Iacobus Matsuo Denji († 19. srpna 1622)
- Blahoslavený Joannes Iwanaga († 27. listopadu 1619)
- Blahoslavený Ioannes Miyazaki Soemon († 19. srpna 1622)
- Blahoslavený Joannes Motoyama († 27. listopadu 1619)
- Blahoslavený Ioannes Nagata Matashichi († 19. srpna 1622)
- Blahoslavený Ioannes Yagō (korejsky  ) († 19. srpna 1622)
- Blahoslavený Joannes Yoshida Shōun († 18. listopadu 1619)
- Blahoslavený Ioachim Diaz Hirayama († 19. srpna 1622)
- Blahoslavená Isabella Fernandes († 10. září 1622)
- Blahoslavený Jakub Bunzō Gengorō († 17. srpna 1620)
- Blahoslavený Laurentius Ikegami Rokusuke († 19. srpna 1622)
- Blahoslavený Leo Nakanishi († 27. listopadu 1619)
- Blahoslavený Leo Sukeemon († 19. srpna 1622)
- Blahoslavený Matthias Kozasa († 27. listopadu 1619)
- Blahoslavený Matthias Nakano († 27. listopadu 1619)
- Blahoslavená Magdalena Kiyota Bokusai († 17. srpna 1620)
- Blahoslavená Magdalena Sanga († 10. září 1622)
- Blahoslavený Marcus Takenoshita Shin'emon († 19. srpna 1622)
- Blahoslavená Maria Gengorō († 17. srpna 1620)
- Blahoslavená Maria Hamanomachi († 10. září 1622)
- Blahoslavená Maria Murayama († 10. září 1622)
- Blahoslavená Maria Tanaura († 10. září 1622)
- Blahoslavená Maria Yoshida († 10. září 1622)
- Blahoslavený Michaël Diaz Hori († 19. srpna 1622)
- Blahoslavený Michaël Takeshita († 27. listopadu 1619)
- Blahoslavený Paulus Sankichi († 19. srpna 1622)
- Blahoslavený Romanus Motoyama Myotarō († 27. listopadu 1619)
- Blahoslavený Rufus Ishimoto († 10. září 1622)
- Blahoslavený Simon Kiyota Bokusai († 17. srpna 1620)
- Blahoslavená Tekla Nagaishi († 10. září 1622)
- Blahoslavený Tomáš Gengorō († 17. srpna 1620)
- Blahoslavený Tomáš Koteda Kyūmi († 27. listopadu 1619)
- Blahoslavený Tomáš Koyanagi († 19. srpna 1622)
- Blahoslavený Tomáš Shichirō († 10. září 1622)

### Zbývající japonští laici

#### Katecheté
- Blahoslavený Caius z Koreje, původem Korejec († 15. listopadu 1624)
- Blahoslavený Leo Tanaka († 1. června 1617)
- Blahoslavený Matyáš z Nagasaki († 27. května 1620)

#### Ostatní
- Blahoslavený Andreas Yakichi († 2. října 1622)
- Blahoslavený Antonius Ono († 10. září 1622)
- Blahoslavená Catharina Tanaka († 12. července 1626)
- Blahoslavený Clemens Kyūemon († 1. listopadu 1622)
- Blahoslavený Dominicus Magoshichi († 12. září 1622)
- Blahoslavený Dominicus Nihachi († 8. září 1628)
- Blahoslavený Dominicus Tomachi († 8. září 1628)
- Blahoslavený Franciscus Nihachi († 8. září 1628)
- Blahoslavený Franciscus Takeya († 11. září 1622)
- Blahoslavený Franciscus Yakichi († 2. října 1622)
- Blahoslavený Ignatius Jorge-Fernandes († 10. září 1622)
- Blahoslavený Ioannes Hamanomachi († 10. září 1622)
- Blahoslavený Ioannes Maki Jizaemon († 7. září 1627)
- Blahoslavený Ioannes Onizuka Naizen († 12. července 1626)
- Blahoslavený Ioannes Tanaka († 12. července 1626)
- Blahoslavený Laurentius Yamada († 8. září 1628)
- Blahoslavená Lucia Yakichi († 2. října 1622)
- Blahoslavený Ludovicus Onizuka († 12. července 1626)
- Blahoslavený Ludovicus Yakichi († 2. října 1622)
- Blahoslavený Mancius Araki Kyūzaburō († 8. července 1626)
- Blahoslavený Matyáš Araki Hyōzaemon († 12. července 1626)
- Blahoslavený Michaël Tanda († 10. září 1622)
- Blahoslavený Michaël Tomachi († 8. září 1628)
- Blahoslavená Monica Onizuka († 12. července 1626)
- Blahoslavený Paulus Tomachi († 8. září 1628)
- Blahoslavený Petrus Araki Chobyōe († 12. července 1626)
- Blahoslavený Petrus Hamanomachi, původem z Koreje († 10. září 1622)
- Blahoslavený Petrus Kawano († 11. září 1622)
- Blahoslavený Petrus Nagaishi († 10. září 1622)
- Blahoslavený Tomáš Tomachi († 8. září 1628)
- Blahoslavená Zuzanna Araki Chobyōe († 12. července 1626)

## Úcta
Dne 26. února 1866 podepsal papež bl. Pius IX. dekret o jejich mučednictví. Blahořečeni pak byli dne 7. května 1867 papežem bl. Piem IX.
Jejich památka je připomínána 10. září.